# Carl Sandburg

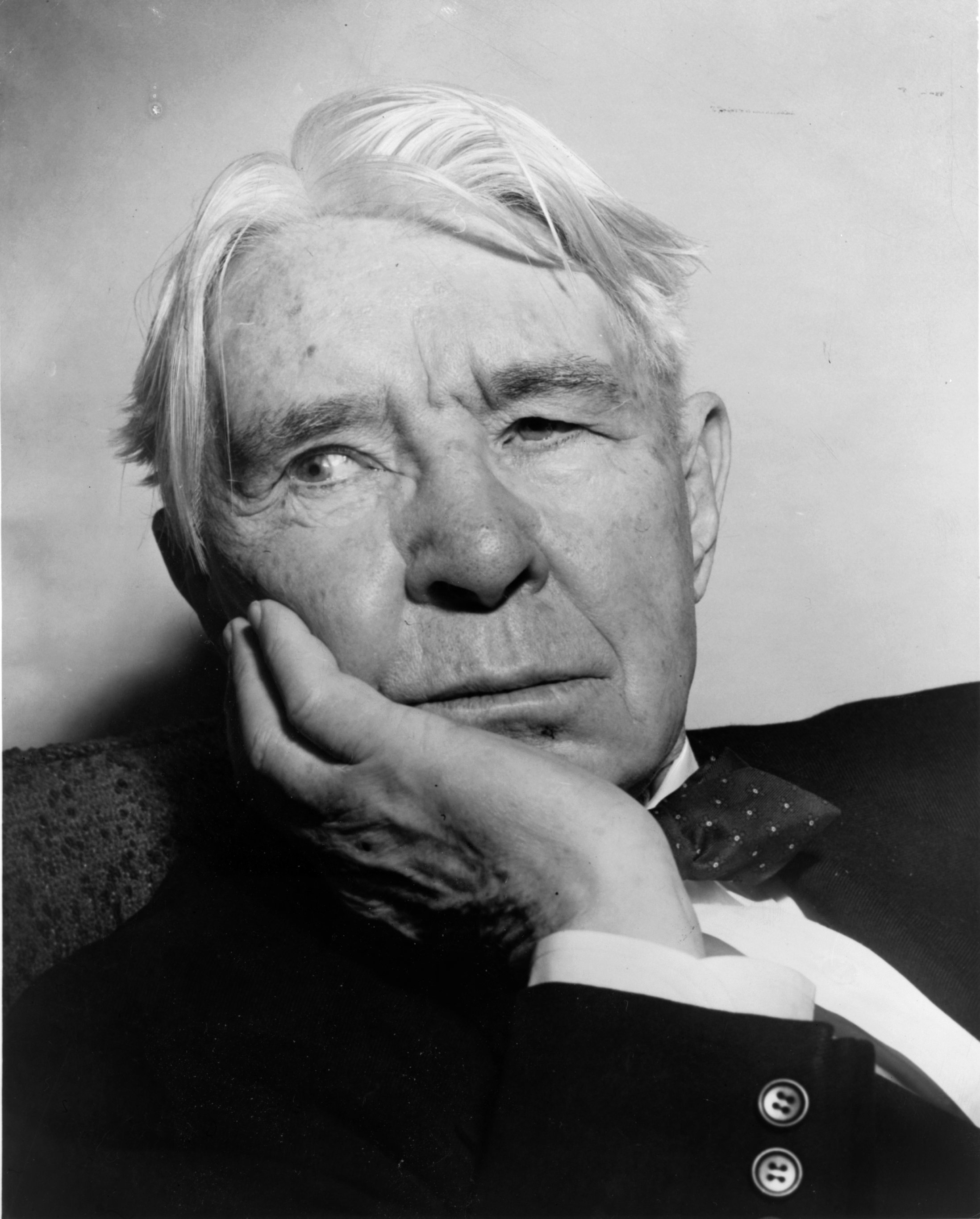
Carl Sandburg in 1955

Carl Sandburg (Galesburg, 6 januari 1878 - Flat Rock, 22 juli 1967) was een Amerikaanse schrijver, uitgever en dichter. Hij won driemaal de Pulitzerprijs, twee keer voor zijn poëzie en een keer voor een biografie over Abraham Lincoln.

## Biografie
Carl Sandburg had Zweedse voorouders. Met 13 jaar ging hij van school af, en na een aantal tijdelijke banen te hebben gehad - onder andere als metselaar, hotelbediende en kolensjouwer - begon hij bij de Chicago Daily News zijn carrière als journalist. Later schreef hij onder meer gedichten, biografieën, romans, jeugdliteratuur en recensies van films. Ook verzamelde hij boeken met balladen en folklore en gaf deze uit.
Sandburg vocht mee in de Spaans-Amerikaanse Oorlog. Ook nam hij deel aan de invasie van Guánica (Puerto Rico) die op 25 juli 1898 plaatsvond. Terug in Galesburg ging hij naar het Lombard College, dat hij echter in 1903 zonder diploma verliet.
Sandburg verhuisde naar Milwaukee, waar hij zich aansloot bij de Social Democratic Party. In 1907 maakte hij kennis met Lilian Steichen (de zus van fotograaf Edward Steichen), met wie hij een jaar later trouwde en drie dochters kreeg. Van 1910 tot 1912 werkte Carl Sandburg als secretaris van burgemeester Emil Seidel. 
Sandburg verhuisde eerst naar Shorewood-Tower Hills-Harbert in Michigan, en vervolgens naar Evanston in de staat Illinois. Van 1919 tot 1930 woonde hij in Elmhurst, waar hij drie kinderboeken schreef, een tweedelige biografie over Abraham Lincoln en een gedichtenbundel. In 1930 verhuisde de familie opnieuw naar Michigan.    
In 1945 verhuisde Sandburg naar een landgoed in het dorpje Flat Rock, waar hij tot zijn dood in 1967 bleef.
In 1959 ontving Sandburg de Zweedse koninklijke onderscheiding Litteris et Artibus.

## Citaat
Een beroemd citaat van Sandburg is (vaak in de Duitse taal weergegeven): Stell dir vor, es ist Krieg und keiner geht hin (oorspronkelijke tekst: 'Sometime they'll give a war and nobody will come'), soms ten onrechte toegeschreven aan Bertolt Brecht.